# Афанасьева, Нелида Васильевна
Нелида Васильевна Афанасьева (род. 20 июня 1946 года, Хабаровск, РСФСР) — украинская пианистка. Заслуженная артистка Украинской ССР (1990).

## Биография
Нелида Васильевна Афанасьева родилась 20 июня 1946 года в городе Хабаровске. Окончила музыкальную школу, затем Киевское музыкальное училище им. Глиэра (класс Л. Б. Шур) и Киевскую консерваторию (ныне Национальная музыкальная академия Украины имени П. И. Чайковского) по классу педагога А. Г. Холодной.
По окончании учебы работала концертмейстером, солисткой Киевской государственной филармонии (ныне — Национальная филармония Украины).
Как концертмейстер гастролировала с известными украинскими певцами по Украине и за рубежом: Дмитрием Гнатюком, Евгенией Мирошниченко, Анатолием Соловьяненко, Марией Стефюк, Анатолием Кочергой, Николаем Кондратюком, Валерием Буймистером, Людмилой Юрченко, Тарасом Штондой и др. Подготовила многочисленные сольные программы с солистами филармонии.
Участвовала в проведении декады украинской литературы и искусства в республиках бывшего Советского Союза, побывала на гастролях в Испании, Германии, Финляндии, Японии, Бельгии, Нидерландах, Люксембурге, Австралии и Новой Зеландии и других странах.
С 1960 года гастролирует в составе фортепианного дуэта со Светланой Глух, исполняет монографические программы зарубежной классики, украинской классической и современной музыки. О дуэте снят музыкальный телефильм «Настроения» (1984, реж. Ю. Суярко, студия «Укртелефильм»).
Записи Афанасьевой переданы в Гостелерадиофонд и выпущены на грампластинках.
С 1992 года работает преподавателем, доцент (с 1994) кафедры фортепианного исполнительства и художественной культуры Института искусств Национального педагогического университета им М П Драгоманова.
Супруг: Виктор Титкин — певец, заслуженный артист Украины.

## Награды и звания
- Лауреат республиканского конкурса пианистов (1964)[1][2].
- Заслуженная артистка Украинской ССР (1990)[1][2].